# Tom Vandenbossche
Tom Vandenbossche (12 maart 1989) is een Belgische voetballer die sinds 2015 uitkomt voor KFC Sparta Petegem. 

## Carrière
Vandenbossche startte z'n carrière bij KWIK Eine, maar op zevenjarige leeftijd verhuisde hij al naar Club Brugge. Hij doorliep er de jeugdreeksen, maar op 20-jarige leeftijd trok hij naar KV Kortrijk. Daar maakte hij op 7 mei 2011 z'n debuut in Eerste klasse tegen Germinal Beerschot (0-0). Vandenbossche speelde later nog voor FCV Dender EH, La Louvière Centre, KSK Heist, en sinds 2015 voor KFC Sparta Petegem.

## Statistieken
| Seizoen | Club                  | Land   | Reeks                  | Wed | Goals |
| ------- | --------------------- | ------ | ---------------------- | --- | ----- |
| 2009/10 | KV Kortrijk           | België | Jupiler Pro League     | 0   | 0     |
| 2010/11 | KV Kortrijk           | België | Jupiler Pro League     | 1   | 0     |
| 2011/12 | FCV Dender EH         | België | Tweede klasse          | 12  | 0     |
| 2012/13 | UR La Louvière Centre | België | Derde klasse           | 33  | 0     |
| 2013/14 | UR La Louvière Centre | België | Derde klasse           | 21  | 0     |
| 2014/15 | KSK Heist             | België | Tweede klasse          | 34  | 0     |
| 2015/16 | Sparta Petegem        | België | Derde klasse           | 34  | 0     |
| 2016/17 | Sparta Petegem        | België | Tweede klasse amateurs | 32  | 0     |
| 2017/18 | Sparta Petegem        | België | Tweede klasse amateurs | 30  | 0     |
| 2018/19 | Sparta Petegem        | België | Tweede klasse amateurs | 30  | 0     |
| 2019/20 | Sparta Petegem        | België | Tweede klasse amateurs | 24  | 1     |
|         |                       |        | Totaal                 | 251 | 1     |